# 赫魯嘎

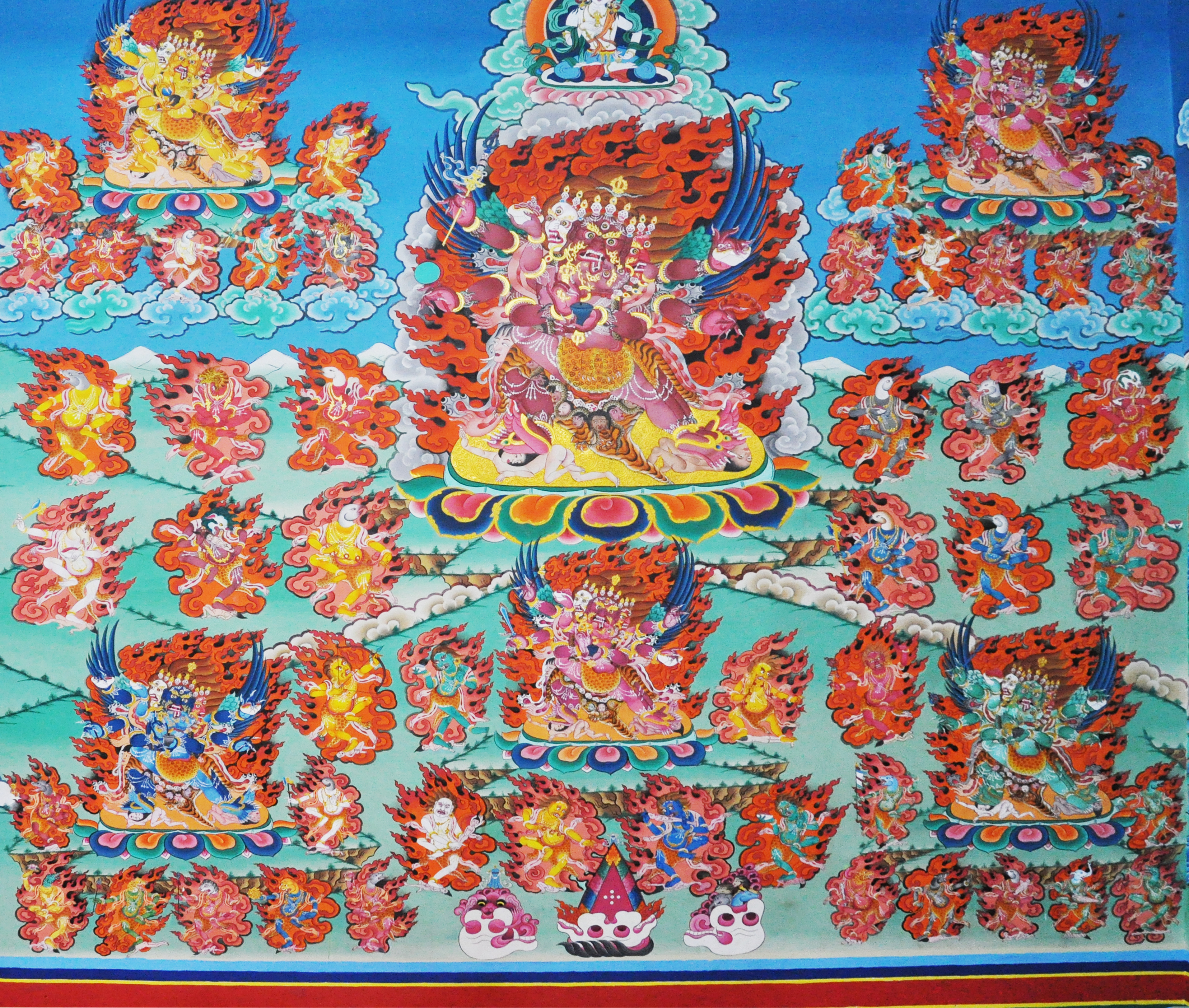
金剛護法神本尊及空行母唐卡，為印度噶倫堡金剛乘佛寺Thongsha Gumpha壁畫，1692年

赫魯嘎（梵文 Heruka，藏語：ཁྲག་འཐུང་，威利转写：khrag 'thung），又譯為黑魯嘎、嘿嚕嘎、黑茹迦等，藏傳佛教信奉的大力金剛神，無上瑜伽部信仰的本尊之一，屬於忿怒尊，漢傳佛教稱為明王。藏傳佛教認為，他由佛陀的法身變化所成，稱它為「密續佛陀」。

## 釋義
黑魯嘎是梵文，中文與藏文皆義譯為「飲血者」，但在梵文中並沒有這個意思。在梵文中，He是語助詞，而ruka，有財富、忠誠、勇敢等等不同的意思，字根源自《梨俱吠陀》。在密續中，它被形容為「飛翔在空中的財富保護者」。
無上瑜伽部認為，黑（He）代表空性，魯（ru）代表大樂，嘎（ka）代表大樂與空性的圓融。「了義黑魯嘎」是佛陀的法身，無所不在，沒有形貌。當他以化身勝樂金剛的面貌出現時：四面十二臂，身色深藍，擁抱金剛亥母（Vajravārāhī），被稱為「不了義黑魯嘎」。

## 分類
- 大威德金剛
- 馬頭明王
- 勝樂金剛
- 降三世明王
- 軍荼利明王

寧瑪派八大嘿嚕嘎：
出世間法：
〔１〕身：忿怒文殊（大威德金剛）
〔２〕口：馬頭明王
〔３〕意：央達嘿嚕嘎（真實意嘿嚕嘎）
〔４〕功德：甘露嘿嚕嘎
〔５〕事業：普巴金剛
世間法：
〔６〕召遣非人（瑪莫嘿嚕嘎）
〔７〕猛咒詛詈（非常忿怒施咒本尊） 　〔８〕供贊世神（半忿怒本尊）